# Vízitetvek
A vízitetvek (Caligidae) az ízeltlábúak (Arthropoda) törzsén belül az evezőlábú rákok (Copepoda) alosztályába és a Siphonostomatoida rendjébe tartozó család. Az vízi élősködők e családjába 559 faj tartozik.

## Elterjedése
Világszerte fellelhető a gazdahal populációk elterjedtsége szerint.

## Életmódja
A vízitetvek fajspecifikusak, tehát az adott fajok csak bizonyos halakra képesek tapadni, ez a testfelépítésükből adódik. Ha sikeres, a gazdaállatra tapadva éli az életét, a kisebb, vékonyabb bőrű egyedeken könnyebben telepednek meg. Mivel az egy gazdaállaton több is megtelepedhet, egy kellően sűrű populációban exponenciálisan terjednek, addig ritkítva azt, amíg terjedésük élő egyedekre lehetséges. Az elmenekülő gazdaállatok illetve áramlatok révén képesek elérni újabb populációkat.
A fejletlen vízitetveket a halak táplálékként elfogyasztják, ám azok - ha sértetlenül bejutnak az emésztőrendszerbe - a nyálkahártyán megtapadva hamarosan táplálkozni kezdenek és belső sérüléseket, vérzést okoznak. 
Egyedfejlődésük összetett, több formán keresztül zajlik. Az aktivitásukat nagyban meghatározza a víz hőmérséklete, például a Lazactetű 5 fokos vízben 15,5 nap alatt, 15 fokos vízben 5,5 nap alatt éri el végleges formáját.

## Testfelépítése
A petétől a kifejlett egyedig többféle formán is átmegy, mire a végső alakját eléri. A lazactetű 8 alakja ismert.
A petéből egy úszó forma kel ki, ami majd később képes lesz kapaszkodni is. A kapaszkodó forma később elveszíti úszó képességét, de nagyobb egyedeket is meg tud ragadni. Ezután a későbbi formákban jelennek meg a szaporító szervek, amennyiben a táplálkozás sikeresen megtörtént.

## Gazdasági jelentősége
Halparazita, mely akadályozza a haltenyésztést. A vízitetvek terjedését nagyban segíti a gazdaegyedek sűrűsége, emiatt a haltenyészetekben, akváriumokban jelentősen elszaporodhatnak. Néhány faj képes a teljes állományt megsemmisíteni. Feljegyezték, hogy a tenyészetben elszaporodó haltetvek kiirtották a közeli természetes populációt is. A lazacfarmokon megfigyelt fajok kutatása emiatt kapott nagy figyelmet, így 162 Lepeophtheirus  268 Caligus fajt különböztetnek meg, ami a család túlnyomó többségét jelenti.

### Lazactetű
Lazactetű néven szokták a Lepeophtheirus salmonist nevezni, de a lazactenyészetekben a következő élősködők is gyakran előfordulnak:
- Caligus elongatus
- Caligus curtis (Skócia)
- Lepeophtheirus hippoglossi (Skócia)
- Caligus rogercresseyi (Chile)

## Rendszerezés
A vízitetvek körülbelül 559 faja 37 nemzetségben körülbelül 162 Lepeophtheirus és 268 Caligus fajt foglal magában. Elsőként Steenstrup és Lütken 1861-ben írt pontos meghatározásokat, két nemre osztották el.  Utoljára 2008-ban két újabb nemet különítettek el, majd 2024-ben történt egy azonosítási-elnevezési felülvizsgálat és összevonás.

### Nemei
- Abasia C. B. Wilson, 1908
- Alanlewisia Boxshall, 2008
- Alebion Krøyer, 1863
- Alicaligus Shiino, 1955
- Anchicaligus Stebbing, 1900
- Anuretes Heller, 1865
- Arrama Dojiri & Cressey, 1991
- Avitocaligus Boxshall & Justine, 2005
- Belizia Cressey, 1990
- Caligodes Heller, 1865
- Caligus O. F. Müller, 1785
- Calistes Dana, 1852
- Caritus Cressey, 1967
- Cresseyella Bezdek & Cressey, 2004
- Dartevellia Brian, 1939
- Diphyllogaster Brian, 1899
- Echetus Kroyer, 1863
- Euryphorus H. Milne-Edwards, 1840
- Gloiopotes Steenstrup & Lütken, 1861
- Hermilius Heller, 1865
- Indocaligus Pillai, 1961
- Kabataella Prabha & Pillai, 1983
- Lepeophtheirus von Nordmann, 1832
- Mappates Rangnekar, 1958
- Markevichus Özdikmen, 2008
- Paralebion C. B. Wilson, 1911
- Parapetalus Steenstrup & Lütken, 1861
- Parechetus Pillai, 1962
- Pseudanuretes Yamaguti, 1936
- Pseudechetus Prabha & Pillai, 1979
- Pseudocaligus A. Scott, 1901
- Pseudolepeophtheirus Markevich, 1940
- Pupulina Beneden, 1892
- Sciaenophilus Beneden, 1852
- Synestius Steenstrup & Lütken, 1861
- Tuxophorus C. B. Wilson, 1908